# Világosság (folyóirat, 1932)
Világosság Kolozsvárt megjelenő politikai hetilap. Névleges szerkesztője Pásztor Imre, a tényleges szerkesztő Adalbert Wagner álnéven Kohn Hillel. 1932 májusában összesen négy száma jelent meg, bennük Fekete Albert, Madzsar József, Nagy István írásaival.